# Mikel Zarrabeitia
Mikel Zarrabeitia Uranga, né le 14 mai 1970 à Abadiño, est un ancien coureur cycliste espagnol. Passé professionnel en 1991, il a notamment remporté la Bicyclette basque en 2002. Il a également terminé à la deuxième place du Tour d'Espagne 1994. Après cette performance, il est alors considéré comme le nouveau grand talent du cyclisme espagnol et le successeur de Marino Lejarreta. Néanmoins, il n'a pas été en mesure de répondre aux attentes, notamment en raison de deux hernies discales et d'un grave accident de voiture au cours de sa carrière sportive,. 

## Biographie
Mikel Zarrabeitia est issue d'une famille de cycliste. Son père, qui est un pratiquant régulier, lui apprend à faire du vélo à l'âge de trois ans. Son frère aîné Juan Antonio Zarrabeitia (né en 1967) est également professionnel entre 1992 et 1994. Mikel Zarrabeitia dispute ses premières compétitions dans la discipline du cyclo-cross, dans laquelle il court jusqu'à la catégorie junior (moins de 19 ans). Il joue également au football et pratique le dokatira (tir à la corde), le sport basque traditionnel. Finalement, son père le convainc de se concentrer sur le cyclisme sur route.  
En 1991, il passe professionnel chez Amaya Seguros. Il est rejoint par son frère l'année suivante. En 1992, il décroche ses premiers succès, à savoir une étape et le général du Tour de La Rioja. Cette saison-là, il est également deuxième de la Klasika Primavera et troisième du Tour du Pays basque. En 1993, il participe au Tour d'Espagne, son premier grand tour, où il se classe douzième. En 1994, il rejoint l'équipe Banesto. Lors du Tour d'Espagne, il obtient le meilleur résultat de sa carrière, en se classe deuxième du classement général derrière le Suisse Tony Rominger et devant son leader Pedro Delgado. Par la suite, il reste longtemps sans résultats notables en raison de problèmes de santé persistants. En 1995, il doit subir une opération à cause d'un disque déplacé. 
En 1996, il signe chez ONCE. L'année suivante, il remporte la Klasika Primavera, le Trofeo Comunidad Foral de Navarra et une étape du Tour d'Aragon. Il est également troisième du Tour de Catalogne. Lors de la onzième étape du Tour d'Espagne 2000 - dans la descente du col de Rabassa en Andorre - il tente de saisir à la main son compteur de vitesse apparemment défectueux. Les doigts se sont coincés entre les rayons de la roue avant, l’entraînant dans une chute. Blessé, il est emmené à l'hôpital où il se fait amputer la phalange d'un doigt de la main droite,. En 2001, il s'adjuge une étape de la Bicyclette basque et termine quatrième du général. 
En 2002, il gagne le classement général de la Bicyclette basque et s'impose lors de la Prueba Villafranca de Ordizia. Il participe à la victoire de son équipe ONCE dans les contre-la-montre par équipes du Tour de Burgos et du Tour d'Espagne. Lors de cette Vuelta, il porter le maillot d'or un jour après l'étape dans la Sierra Nevada. Lors de sa dernière année en tant que coureur actif en 2003, il termine deuxième au classement général de Paris-Nice.

## Palmarès
| - 1991 - 3e de la Prueba Villafranca de Ordizia - 1992 - Tour de La Rioja - Classement général - 2e étape - 2e de la Klasika Primavera - 3e du Tour du Pays basque - 1994 - 2e du Tour d'Espagne - 1997 - Klasika Primavera - Trofeo Comunidad Foral de Navarra - 3e étape du Tour d'Aragon - 3e du Tour de Catalogne - 7e de Paris-Nice - 6e du Tour du Pays basque - 9e du Critérium du Dauphiné libéré - 1998 - 7e de Paris-Nice - 7e du Tour du Pays basque | - 1999 - 9e du Tour de Suisse - 9e du Championnat de Zurich - 2001 - 1re étape de la Bicyclette basque - 3e du Tour de Murcie - 2002 - Bicyclette basque - Classement général - 4eb étape (contre-la-montre) - Prueba Villafranca de Ordizia - 3e étape du Tour de Burgos (contre-la-montre par équipes) - 1re étape du Tour d'Espagne (contre-la-montre par équipes) - 3e du Tour de Burgos - 4e du Tour de Catalogne - 2003 - 2e de Paris-Nice |  |

## Résultats sur les grands tours

### Tour de France
1 participation
- 1997 : abandon (16e étape)

### Tour d'Italie
1 participation
- 1999 : 29e

### Tour d'Espagne
9 participations
- 1993 : 12e
- 1994 : 2e
- 1996 : 31e
- 1997 : 40e
- 1998 : 36e
- 1999 : 11e
- 2000 : abandon (11e étape)
- 2001 : 25e
- 2002 : 21e,  maillot or pendant 1 jour